# 三疣梭子蟹
三疣梭子蟹（学名：Portunus trituberculatus）为梭子蟹科梭子蟹属的动物。俗稱金門市仔、白蟹、白花蟹、海蟹等。

## 特征
头胸甲宽大，两侧具有长棘，略呈梭形；暗紫色，有青白色云斑；蟹足长大，第四对步足扁平似桨，适合于游泳。

## 分布
分布于日本、朝鲜、马来群岛、红海以及中国的广西、广东、福建、浙江、山东半岛、渤海湾、辽东半岛等地，生活环境为海水，常生活于10-30米的沙泥或沙质海底。其生存的海拔范围为-30至-10米。

## 用途
三疣梭子蟹可食用，性腺发育良好的三疣梭子蟹雌体称为红膏蟹，卵巢发育不良的雌体则俗称菜蟹。